# 灰袋貂
灰袋貂是印尼、巴布亞新畿內亞及所羅門群島的一種有袋類。其种加词“orientalis”意为“东方的”。

## 保育狀況
其被列為《瀕危野生動植物種國際貿易公約》附錄二的物種，被限制出口及貿易。